# فياتشيسلاف كيبيتش
فياتشيسلاف فرانتسفيتش كيبيتش (بالبيلاروسية: Вячаслаў Францавіч Кебіч) (10 يونيو 1936 - 9 ديسمبر 2020) سياسي بيلاروسي، توفي بسبب كوفيد-19 خلال جائحة كوفيد-19 في بيلاروسيا.

## رئيس وزراء بيلاروسيا
كان أول رئيس وزراء لبيلاروسيا من 1991 حتى 1994، بعد أن شغل المنصب المكافئ جمهورية بيلاروس الاشتراكية السوفيتية منذ عام 1990. وفي أوائل فبراير 1994، واصل حملته التي تسعى من أجل اتحاد نقدي مع روسيا. في أوائل مارس، أخبر البرلمان أن العلاقات البيلاروسية الروسية هي أولوية السياسة الخارجية الأساسية لمينسك، نظرًا للمصالح المتماثلة لشعبين شقيقين.

## أدواره
كان كيبيتش أحد الذين صاغوا والموقعون على اتفاقيات بيلافيزها التي أنهت الاتحاد السوفيتي بشكل فعال وأسس كومنولث الدول المستقلة. وكان أيضًا أحد اثنين من المرشحين في السباق النهائي لمنصب رئيس بيلاروسيا في عام 1994 لكنه خسر أمام الزعيم الحالي ألكسندر لوكاشينكو بفارق كبير. بعد تلك الانتخابات، قاد اتحاد التجارة والمالية البيلاروسي وكان عضوًا في مجلس النواب.
قبل حياته المهنية كسياسي، عمل كيبيش كمهندس. ولد في 10 يونيو 1936 في قرية كونيوشيفشتشينا ( منطقة مينسك الحالية في بيلاروسيا). في عام 1958 تخرج من قسم الهندسة في معهد البوليتكنيك البيلاروسي. درس في مدرسة الحزب العليا التابعة للجنة المركزية للحزب الشيوعي في بيلاروسيا.

## موته
توفي بسبب مرض فيروس كورونا 2019 خلال وباء COVID-19 في بيلاروسيا.